# Gabriel Le Senne
Gabriel Antonio Le Senne Presedo (Palma de Mallorca, 27 de junio de 1977) es un político español, presidente del Parlamento de las Islas Baleares en la XI Legislatura.

## Biografía
Hijo de Gabriel Le Senne Blanes, ingeniero y director general de Obras Públicas del primer Gobierno autonómico de Gabriel Cañellas.
Estudió en el colegio Nuestra Señora de Montesión. Tras licenciarse en la doble licenciatura en Derecho, y Administración y Dirección de Empresas por la Universidad Pontificia Comillas - ICADE (Madrid, 2002), completó su formación universitaria con un máster en Asesoría Jurídica de Empresa (MAJ), en el Instituto de Empresa (Madrid, 2003). Es especialista en Ley concursal por la Universidad de Deusto.
Comenzó su actividad profesional en Madrid. Durante cinco años fue abogado interno y analista de mercados de capitales, desarrollo de negocio y relaciones con los inversores en el grupo Zeltia (actual PharmaMar). Posteriormente regresó a Palma de Mallorca, donde ejerció durante quince años como abogado del Ilustre Colegio de Abogados de las Islas Baleares (ICAIB), especializándose en Derecho civil, mercantil y procesal.

### Publicaciones
- Lesenne, Gabriel (2021). «El Círculo Mallorquín, plataforma del segundo Liberalismo en Mallorca». Memòries de la Reial Acadèmia Mallorquina d'Estudis Genealògics, Heràldics i Històrics ( Palma de Mallorca, España) (31). ISSN 1885-8600.
- Lesenne Presedo, Gabriel (2015). Dios nos hizo libres. Apología del cristianismo y el liberalismo.  Madrid, España: Unión Editorial. ISBN 978-84-7209-793-3.

## Trayectoria política
Militante de Vox, hasta 2023 era vicesecretario jurídico de Vox Baleares.Desde el 20 de junio de 2023 ejerce como presidente del Parlamento de las Islas Baleares, elegido por mayoría absoluta con los 34 apoyos de los diputados de Vox, Partido Popular y Sa Unió.

### Derogación de la Ley  2/2018 de Memoria Democrática de Baleares

#### Antecedentes
En el punto 48 del acuerdo de gobierno entre PP y Vox se especifica que se derogará la Ley 2/2018 y «se buscará siempre la reconciliación, al evitar la manipulación histórica y el uso partidista de las víctimas y del drama del enfrentamiento civil»
Asimismo, ambos partidos rubricaron que se realizarán políticas para «facilitar la recuperación de personas fallecidas, sin discriminaciones por motivos ideológicos o religiosos». «Igualmente, se evitará la destrucción de monumentos y elementos históricos, para procurar su correcto mantenimiento y su conocimiento dentro del contexto histórico».

#### Pleno pleno sobre la propuesta para derogar la ley de memoria autonómica
El 18 de junio del 2024 en un pleno en el Parlamento de las Islas Baleares y ejerciendo de Presidente de dicha institución rompió una fotografía de las Roges des Molinar.
Fotografía que la vicepresidenta segunda de la Cámara balear, la socialista Mercedes Garrido, tenía puesta en su ordenador durante el debate de toma en consideración de la proposición de ley de Vox para derogar la ley de memoria democrática.
Durante el debate, Le Senne solicitó varias veces a las diputadas socialistas y miembros de la Mesa del Parlament Mercedes Garrido y Pilar Costa que retiraran los retratos que exhibían de estas tres mujeres con el fin de mantener la neutralidad de la Mesa que exige el Reglamento de la Cámara. Tras no ser atendida su petición y en un clima de tensión, Le Senne (al intentar desprenderla) rasgó una parte de la foto que exhibía Garrido en su ordenador y expulsó del pleno a las dos diputadas.
El presidente del Parlament, Gabriel Le Senne, ha sido citado a declarar por un presunto delito de odio, en calidad de investigado por arrancar la foto de Aurora Picornell.

#### Pleno sobre la enmienda a la totalidad a la derogación
El presidente del Parlament balear, Gabriel Le Senne, decidió expulsar a las mismas diputadas socialistas y miembros de la mesa Mercedes Garrido y Pilar Costa por portar camisetas con la imagen de Aurora Picornell y las Roges del Molinar durante el debate de la derogación de la Ley de Memoria Democrática de Baleares.
Al no defender ninguno de los grupos proponentes las enmiendas a la totalidad, este punto decayó y el pleno siguió con el resto de puntos.